# Ніжинський Микола Павлович
Микола Павлович Ніжинський (18 грудня 1905, село Польова Лисіївка, тепер Калинівського району Вінницької області — 17 січня 1986, Київ) — український радянський діяч, педагог, заслужений працівник вищої школи Української РСР, 2-й секретар Київського обкому КП(б)У. Кандидат педагогічних наук, професор.

## Біографія
Народився в селянській родині. У травні 1923 року отримав атестат про семилітню освіту.
Член ВКП(б) з 1927 року.
У 1937 році вступив, а у листопаді 1938 року заочно закінчив Київський державний педагогічний інститут імені Горького із спеціальності фізика. Після чого навчався в аспірантурі Київського державного педагогічного інституту.
На квітень 1939 року — завідувач Жовтневого районного відділу народної освіти міста Києва.
До 1941 року — завідувач шкільного сектора Київського обласного відділу народної освіти. У 1941 році — завідувач сектору культпросвітзакладів відділу пропаганди і агітації ЦК КП(б)У.
З липня 1941 року — у Червоній армії. Учасник німецько-радянської війни.
У листопаді 1943 року повернувся до Києва, де до листопада 1946 року працював 1-м секретарем Ленінського районного комітету КП(б)У міста Києва та поєднував роботу з навчанням в аспірантурі Київського педагогічного інституту імені Горького. З вересня 1945 року — старший викладач кафедри педагогіки Київського педагогічного інституту імені Горького.
У листопаді 1946 (офіційно 22 березня 1947) — вересні 1947 року — секретар Київського обласного комітету КП(б)У із пропаганди та агітації.
У вересні (затв.) 1947 — 5 лютого 1949 року — 2-й секретар Київського обласного комітету КП(б)У.
У 1949—1953 роках — заступник директора Українського науково-дослідного інституту педагогіки у Києві.
Потім перебував на відповідальній радянській роботі у місті Києві.
У 1955—1973 роках викладав курси педагогічних дисциплін у Київському державному педагогічному інституті іноземних мов і завідував кафедрою педагогіки. До основних напрямів його теоретичних розробок належали дослідження проблем сімейного виховання, питань політехнічного навчання в середній школі, організації трудового навчання учнів, а також висвітлення та аналіз передового педагогічного досвіду учителів України, історико-педагогічні розвідки про педагогічну діяльність Макаренка.

## Друковані праці
- Ніжинський М. П. Сім'я і школа /М.П. Ніжинський. – К.: Рад. школа, 1941. — 34 с.
- Ніжинський М. П. А. С. Макаренко про виховання / М. П. Ніжинський. – К.: Київ. обл. друк., 1949. — 23 с.
- Ніжинський М. П. А. С. Макаренко про виховання в праці / М. П. Ніжинський. – К.: Рад. школа, 1950. — 95 с.
- Ніжинський М. П. О. М. Горький і А. С. Макаренко. Стенограма лекції / М. П. Ніжинський. – К.: Київ. обл. друкарня, 1950. — 36 с.
- Ніжинський М. П. Комуністичне виховання дітей в сім'ї. Стенограмма публічної лекції / М. П. Ніжинський. – К.: Рад. Україна, 1952. — 22 с.
- Нежинский М. П. О соединении обучения с общественно-полезным трудом. М.: Знання, 1956. — 31 с.
- Ніжинський М. П. Великий вихователь – труд / М. П. Ніжинський. – К.: Вид-во ЦК ЛКСМУ «Молодь», 1959. — 32 с.
- Ніжинський М. П., Комарницький Т. П. З досвіду політехнічного навчання в школі № 4 м. Вінниці / М. П. Ніжинський, Т. П. Комарницький. – К.: Рад. школа, 1959. — 59 с.
- Ніжинський М. П. Колектив і особистість. – К.: Рад. школа, 1965. — 42 с.
- Ніжинський М. П. Школа на батьківщині Тараса Шевченка / М. П. Ніжинський. – К.: Рад. школа, 1962. — 87 с.
- Нежинский Н.П. Педагогические идеи А. С. Макаренко и современность / Н.П. Нежинский. – К.: Рад. школа, 1963. — 183 с.
- Ніжинський М. П. Життя і педагогічна діяльність А. С. Макаренка (творчий шлях) / М. П. Ніжинський. – К.: Рад. школа, 1967. — 302 с.
- Нежинский Н. П.  А. С. Макаренко и современная школа / Н. П. Нежинский. – К.: Рад. школа, 1970. — 311 с.
- Ніжинський М. П. Науково-технічний прогрес, школа, особистість. Лекція прочитана для слухачів Київської зональної комсомольської школи / М. П. Ніжинський. – К.: ЦК ЛКСМ України, 1970. — 63 с.
- Ніжинський М. П. Сім'я. Батьки. Діти / Н.П. Нежинский. — К.: Вид-во ЦК ЛКСМУ «Молодь», 1974. — 116 с.
- Нежинский Н. П. А.С. Макаренко и педагогика школы / Н. П. Нежинский. — К.: Рад. школа, 1976. — 259 с.
- Ніжинський М. П. Батько / М. П. Ніжинський. – К.: Знання, 1976. — 31 с.
- Ніжинський М. П. Школа, учитель, педагогіка. (Історичний нарис) / М. П. Ніжинський. – К.: Рад. школа, 1978. — 117 с.

## Нагороди
- орден Трудового Червоного Прапора (23.01.1948)
- орден Вітчизняної війни 2-го ст. (11.03.1985)
- ордени
- заслужений працівник вищої школи Української РСР (20.01.1981)
- значок «Відмінник освіти СРСР» (1973)
- медалі